# Новокарловка
Новокарловка (укр. Новокарлівка) — село,
Инженерненский сельский совет,
Пологовский район,
Запорожская область,
Украина.
Код КОАТУУ — 2324281903. Население по переписи 2001 года составляло 309 человек.

## Географическое положение
Село Новокарловка находится на левом берегу реки Конка,
выше по течению на расстоянии в 0,5 км расположено село Инженерное,
ниже по течению на расстоянии в 0,5 км расположено село Новосёловка,
на противоположном берегу — село Богатое.
Через село проходит автомобильная дорога Т-0815 и
железная дорога, станции Новокарловка и Платформа 271 км.

## История
- 1801 год — дата основания как село Карловка.
- В 1917 году переименовано в село Новокарловка.
- До 1991 г. носило название Новосёлка[2].